# Saison 5 de Portlandia
Chronologie
Saison 4 Saison 6
La cinquième saison de Portlandia a été diffusée pour la première fois aux États-Unis sur IFC entre le 8 janvier et le 12 mars 2015.

## Épisodes
| No. | #  | Titre                                                | Réalisation         | Scénario                                                                          | Date de diffusion | Audience |
| --- | -- | ---------------------------------------------------- | ------------------- | --------------------------------------------------------------------------------- | ----------------- | -------- |
| 38  | 1  | titre français inconnu The Story of Toni and Candace | Jonathan Krisel     | Fred Armisen, Carrie Brownstein, Jonathan Krisel, Karey Dornetto et Graham Wagner | 8 janvier 2015    | 0,218    |
|     |    |                                                      |                     |                                                                                   |                   |          |
| 39  | 2  | titre français inconnu The Fiance                    | Jonathan Krisel     | Fred Armisen, Carrie Brownstein, Jonathan Krisel, Karey Dornetto et Graham Wagner | 15 janvier 2015   | 0,223    |
|     |    |                                                      |                     |                                                                                   |                   |          |
| 40  | 3  | titre français inconnu Healthcare                    | Jonathan Krisel     | Fred Armisen, Carrie Brownstein, Jonathan Krisel, Karey Dornetto et Graham Wagner | 22 janvier 2015   | 0,230    |
|     |    |                                                      |                     |                                                                                   |                   |          |
| 41  | 4  | titre français inconnu SeaWorld                      | Jonathan Krisel     | Fred Armisen, Carrie Brownstein, Jonathan Krisel, Karey Dornetto et Graham Wagner | 29 janvier 2015   | 0,184    |
|     |    |                                                      |                     |                                                                                   |                   |          |
| 42  | 5  | titre français inconnu 4th of July                   | Jonathan Krisel     | Fred Armisen, Carrie Brownstein, Jonathan Krisel, Karey Dornetto et Graham Wagner | 5 février 2015    | 0,159    |
|     |    |                                                      |                     |                                                                                   |                   |          |
| 43  | 6  | titre français inconnu Fashion                       | Jonathan Krisel     | Fred Armisen, Carrie Brownstein, Jonathan Krisel, Karey Dornetto et Graham Wagner | 12 février 2015   | 0,140    |
|     |    |                                                      |                     |                                                                                   |                   |          |
| 44  | 7  | titre français inconnu Doug Becomes a Feminist       | Daniel Gray Longino | Fred Armisen, Carrie Brownstein, Jonathan Krisel, Karey Dornetto et Graham Wagner | 19 février 2015   | 0,194    |
|     |    |                                                      |                     |                                                                                   |                   |          |
| 45  | 8  | titre français inconnu House of Sale                 | Steve Buscemi       | Fred Armisen, Carrie Brownstein, Jonathan Krisel, Karey Dornetto et Graham Wagner | 26 février 2015   | 0,169    |
|     |    |                                                      |                     |                                                                                   |                   |          |
| 46  | 9  | titre français inconnu You Can Call Me Al            | Jonathan Krisel     | Fred Armisen, Carrie Brownstein, Jonathan Krisel, Karey Dornetto et Graham Wagner | 5 mars 2015       | 0,218    |
|     |    |                                                      |                     |                                                                                   |                   |          |
| 47  | 10 | titre français inconnu Dead Pets                     | Jonathan Krisel     | Fred Armisen, Carrie Brownstein, Jonathan Krisel, Karey Dornetto et Graham Wagner | 12 mars 2015      | 0,248    |
|     |    |                                                      |                     |                                                                                   |                   |          |